# Флаг Неверкинского района
Флаг Неве́ркинского муниципального района Пензенской области Российской Федерации.

## Описание
«Флаг представляет собой прямоугольное полотнище с отношением ширины к длине 2:3, разделённое на две неравные части: красную в виде опрокинутого равностороннего треугольника, одна из сторон которого срезана древком, и жёлтую; на фоне красной части воспроизведены жёлтый венок из колосьев и четыре руки телесного цвета, его поддерживающие».

## Обоснование символики
Флаг района создан на основе его герба.
История становления Неверкинского района неразрывно связана с историей образования села Неверкино. Примерно в конце XVII века Неверкино было основано несколькими семьями-чувашами, которые, ведя кочевой образ жизни, в поисках новых мест, имеющих достаточно дичи и рыбы, разместились вдоль рек Илимки и Чертанки. Во второй половине XVIII века в Приволжские степи стали проникать помещики, которые стали завозить в Неверкино крепостных крестьян. Так появилось в Неверкино русское население. Некоторые села Неверкинского района были основаны чувашами и мордвой-переселенцами. Часть земель была пожалована татарам. Таким образом, уже к концу XIX века Неверкинский район был заселён различными народами.
Венок означает дружбу, тесную взаимосвязь и сплочённость всех народов Неверкинской земли. Четыре руки, поддерживающие жёлтый венок символизируют четыре основных национальности, которые проживают в районе: русские, татары, мордва, чуваши. Венок, как символ плодородия и урожая указывает на то, что в районе развито сельское хозяйство, являющееся основой благополучия всего населения.
Флаг Неверкинского района перекликается с композицией герба и флага Неверкинского сельсовета, символизируя, таким образом, неразрывность и общность интересов двух муниципальных образований.
Жёлтый цвет (золото) — символ богатства, стабильности, уважения и интеллекта.
Красный цвет — символ мужества, силы, труда, красоты и праздника